# غريغ جاريت
غريغ جاريت (بالإنجليزية: Greg Jarrett)‏ هو صحفي ومقدم برامج إذاعية أمريكي، ولد في 1 ديسمبر 1952.